# Saint-Crépin (Charente-Maritime)
Saint-Crépin ist eine französische Gemeinde mit 346 Einwohnern (Stand: 1. Januar 2022) im Département Charente-Maritime in der Region Nouvelle-Aquitaine (vor 2016: Poitou-Charentes); sie gehört zum Arrondissement Rochefort (bis 2017: Arrondissement Saint-Jean-d’Angély) und zum Kanton Saint-Jean-d’Angély. Die Einwohner werden Saint-Crépinois genannt.

## Geographie
Saint-Crépin liegt etwa 42 Kilometer südöstlich von La Rochelle. Umgeben wird Saint-Crépin von den Nachbargemeinden Genouillé im Westen und Norden, Annezay im Nordosten, Tonnay-Boutonne im Osten und Süden sowie Moragne im Südwesten.

## Bevölkerungsentwicklung
| Jahr                       | 1962 | 1968 | 1975 | 1982 | 1990 | 1999 | 2006 | 2019 |
| Einwohner                  | 278  | 247  | 235  | 226  | 237  | 217  | 243  | 361  |
| Quellen: Cassini und INSEE |      |      |      |      |      |      |      |      |

## Sehenswürdigkeiten
- Kirche Saint-Crépin

Siehe auch: Liste der Monuments historiques in Saint-Crépin (Charente-Maritime)

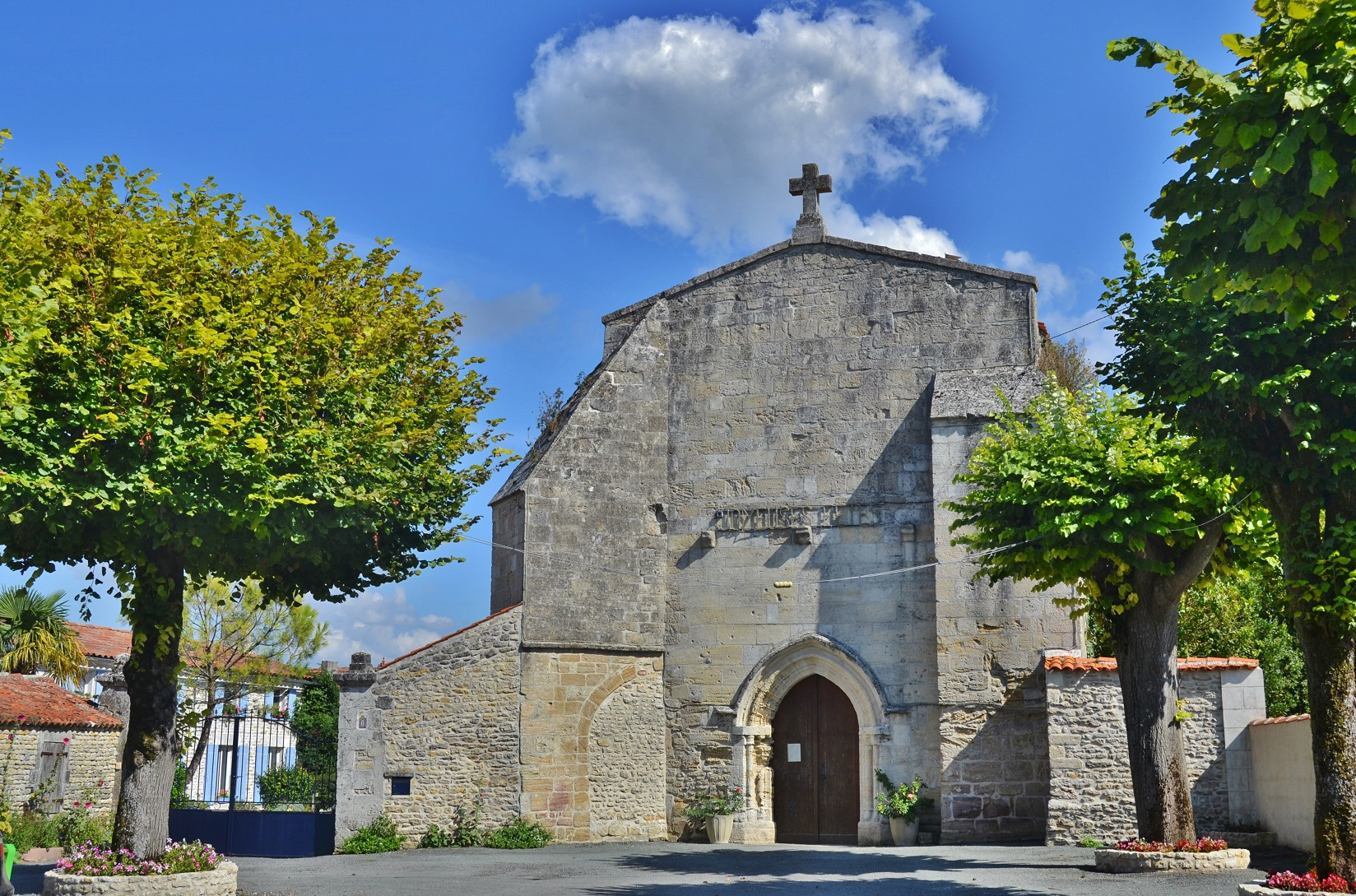
Kirche Saint-Crépin